# Henryita
Henryita é um mineral da classe dos sulfuretos. Seu nome homenageia Norman Fordyce McKerron Henry, mineralogista e microscopista da Universidade de Cambridge, Reino Unido. Foi descoberto em 1983 em Bisbee, Condado de Cochise, Arizona, Estados Unidos. Foi descrito por A.J. Criddle, CJ, Stanley, JE. Chisholm e E.E. Fejer.